# Болотний футбол

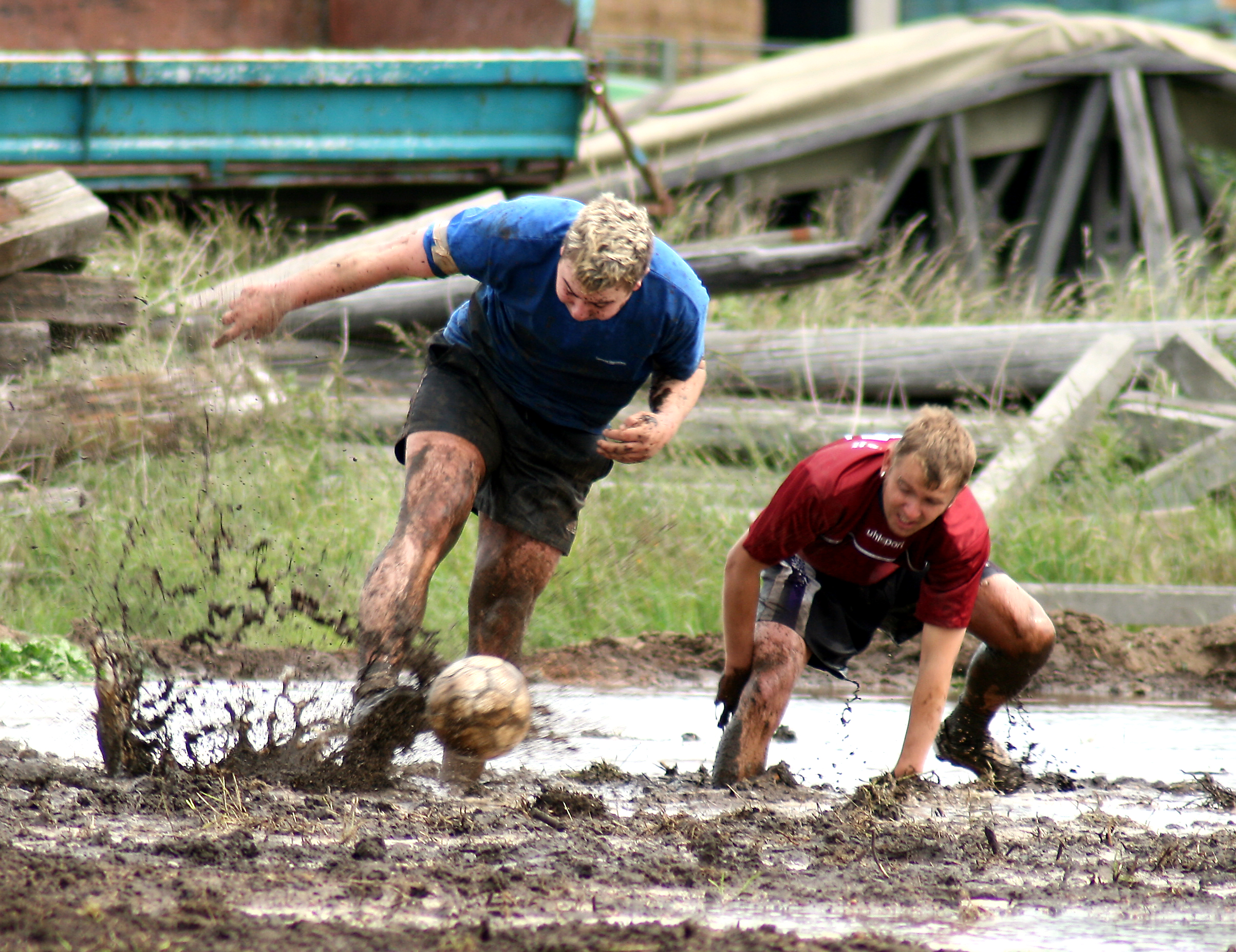

Болотний футбол (фін. Suopotkupallo) — вид спорту, заснований на ігрових принципах та правилах футболу, змагання з якого здійснюються на майданчиках із заболоченою поверхнею. Родоначальником болотного футболу вважається фінський лижник Еса Ромппайнен.
Місце проведення щорічного чемпіонату світу з болотного футболу — село Хюрюнсалмі в однойменній громаді в області Кайнуу, на сході Фінляндії.

## Правила
Правила гри подібні до правил традиційного футболу за винятком:
- гра відбувається на заболоченому майданчику;
- заборонена зміна взуття у ході гри;
- розміри поля — 60×35 м;
- команда: 5 польових гравців та воротар;
- матч: 2 тайми по 12 хвилин;
- штрафні та вільні удари здійснюються підкиданням з рук;
- заміна гравців здійснюється без зупинки гри;
- кількість замін необмежена.

## Чемпіонати світу
Чемпіонат  світу з болотного футболу проводиться щорічно з 1998 року (з 2000 року — міжнародний). Традиційне місце проведення — болотний стадіон «Vuorisuo» (Хюрюнсалмі, Фінляндія). У різні роки чемпіонат проводився у різних категоріях, серед них:
- Професіонали (чоловіки) / Kilpasarja-miehet (з 1998)
- Професіонали (жінки) / Kilpasarja-naiset (з 2009 по 2015)
- Аматори (чоловіки) / Harrastesarja-miehet (з 2000)
- Аматори (жінки) / Harrastesarja-naiset (з 2009)
- Мікс-ліга (чоловіки та жінки, на полі одночасно повинні перебувати мінімум дві жінки) / Sekasarja (з 2004)
- Бізнес-ліга (компанії-партнери чемпіонату світу) / Business-sarja (з 2001 по 2016)
- Пригодницька ліга (команди у веселих костюмах) / Adventure-sarja (з 2009 по 2013)
- Naisten sarja (з 1999 по 2008)
- Konkarisarja (з 2018)

У чемпіонаті світу 2018 року взяли участь 165 команд та більше двох тисяч спортсменів.